# Canção para a Nuvem Aspídia
A Canção para a Nuvem Aspídia foi um hino nacional da China, durante a Era Republicana, composto em 1896 pelo belga Jean Hautstont. O hino foi usado de forma provisória pelo governo da República da China entre 1913 até 1928, junto de outra canção, China heroicamente se ergue no universo; possuindo duas versões, a de Jean que foi usada de 1913 até a Proclamação do Império da China em 1915, e a segunda versão composta por Xiao Youmei, usada entre 1921 até 1928, quando o Governo de Beiyang foi dissolvido pelo Exército Revolucionário.